# Shuichi Kato

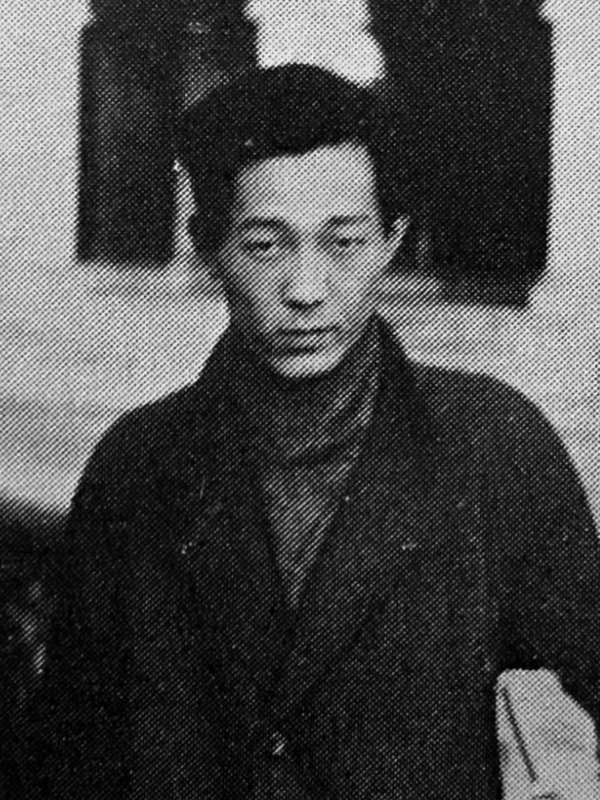
Shuichi Kato omstreeks 1942

Shuichi Kato (Japans: 加藤周一 - Katō Shūichi) (Shibuya, 19 september 1919 - Tokio, 5 december 2008) was een Japans geneeskundige, cultuur- en literatuurwetenschapper, criticus en auteur. Katō studeerde aan de bekende  Universiteit van Tokio geneeskunde en promoveerde er in 1950 tot doctor in de geneeskunde. Hij was gespecialiseerd in de hematologie. Hij deed onderzoek aan verschillende internationale instellingen en  concentreerde zich ten slotte op de Japanse cultuur- en literatuurwetenschap. Kato was van 1971 tot 1984 hoofdredacteur van de "Grote Encyclopedie van Japan" en was ook de auteur van een "Geschiedenis van de Japanse Letterkunde", waarin hij pleitte voor de integratie van de letterkunde in het kanbun en van populaire rakugowerken in het klassieke Japanse literair erfgoed. Tot 1985 was hij hoogleraar in de cultuur- en literatuurwetenschappen aan de  Sophia-universiteit van Tokyo. Hij was ook gastdocent aan de Berlijnse Freien Universität (waar hij in 2001 het eredoctoraat kreeg) en het Ludwig-Maximilians-Universiteit München. 
Als overtuigd pacifist zette hij zich in voor de afschaffing van kernwapens.